# 名古屋市立千種中学校
名古屋市立千種中学校（なごやしりつ ちくさちゅうがっこう）は、愛知県名古屋市千種区千代田橋一丁目にある名古屋市立中学校。

## 歴史

### 沿革
- 1978年（昭和53年）4月 - 名古屋市立千種台中学校分校として設立される[1]。
- 1979年（昭和54年）4月 - 名古屋市立千種中学校として分離独立する[1]。
- 1982年（昭和57年）4月 - 名古屋市立猪子石中学校への委託通学借地が開始される[1]。
- 1983年（昭和58年）3月 - 校歌が制定される[1]。
- 1984年（昭和59年）4月 - 「万葉の庭」が完成する[1]。
- 1985年（昭和60年）4月 - 障害児学級が設置される[1]。

### 生徒数の変遷
『愛知県小中学校誌』（2018年）によると、生徒数の変遷は以下の通りである。
| 1979年（昭和54年） | 213人 |  |
| 1987年（昭和62年） | 856人 |  |
| 1997年（平成9年）  | 527人 |  |
| 2007年（平成19年） | 342人 |  |
| 2017年（平成29年） | 280人 |  |

## 部活動
- 野球部（男子・女子）[4]
- バスケットボール部（男子・女子）[4]
- 硬式テニス部（男子）[4]
- 陸上部（男子・女子）[4]
- 音楽部（男子・女子）[4]
- 美術部（男子・女子）[4]

## 通学区域
| 宮根小学校学区 - 京命一丁目・同二丁目（一部） - 千代が丘（一部） - 光が丘一丁目・同二丁目（一部） - 宮根台一丁目・同二丁目 | 千代田橋小学校学区 - 香流橋一丁目・同二丁目 - 新西一丁目・同二丁目 - 竹越一丁目・同二丁目 - 千代田橋一丁目・同二丁目 - 東千種台 |

## 交通
- 名古屋市営地下鉄名城線 茶屋ヶ坂駅より徒歩約15分[2]

## 著名な出身者
- 加藤泰子（元アナウンサー）